# Dr. Wai, a láda szelleme
A Dr. Wai, a láda szelleme (冒險王, Mo him wong; angol címén Dr. Wai in "The Scripture with No Words") egy 1996-ban bemutatott hongkongi kalandfilm Jet Li és Rosamund Kwan főszereplésével. 
A nemzetközi DVD-kiadásokhoz erőteljesen megvágták és az alternatív történetszálat teljesen kiiktatták belőle.

## Történet
A híres író (Jet Li) magánéleti válsággal küzd, épp válófélben van feleségétől (Rosamund Kwan) miközben új regényén dolgozik. A regény főszereplője Dr. Wai (Jet Li), a kalandor kincskereső, aki a szépséges kedvese (Kwan) oldalán egy elveszett, szavak nélkül írt ősi feliratot kutat, amit előbb kellene megtalálnia, mint az ellenséges japánoknak. A történet számos csavart vesz, attól függően, hogy épp ki írja a könyvet, ugyanis az író asszisztense (Kanesiro Takesi) és egy szép irodistalány is bele-beleírogat a történetbe, ezzel változtatva a cselekményt és a szereplők jellemét is.